# Duguru, Sorab
Duguru là một làng thuộc tehsil Sorab, huyện Shimoga, bang Karnataka, Ấn Độ.